# Gardena (Kalifornia)
Gardena város az USA Kalifornia államában, Los Angeles megyében. Lakosainak száma 61 027 fő (2020. április 1.).

## Népesség
A település népességének változása:

| 2010 | 58 829 |
| 2020 | 61 027 |